# 王全理
王全理（1977年10月—），山东费县人，汉族，中国共产党党员。中国人民解放军战略支援部队一级军士长、第十三届全国人民代表大会解放军和武警部队代表。

## 生平
2018年，王全理以中国人民解放军陆军工程维护总队某团工程维护技师、二级军士长的身份被选为解放军和武警部队出席第十三届全国人民代表大会代表。2022年，王全理已是中国人民解放军战略支援部队某部一级军士长。